# 龍隆行
龍 隆行（りゅう たかゆき、1941年11月25日 - 2017年3月15日）は、福岡県出身の元プロ野球選手（投手）、プロボウラー。1971年プロ入りJPBA日本プロボウリング協会第8期生ライセンス№225。

## 来歴・人物

### プロ入り前
小学生の時に野球をやっていた兄の影響でプロ野球選手を志すようになり、その兄からカーブを教えてもらってから頭角を現し、中学の時に4番で投手を務める程に活躍をしていた。
三池高校では、エースとして1958年秋季九州大会で準々決勝に進むが、長崎南山高の杉町攻（西鉄）に完封を喫する。翌1959年は春季九州大会決勝で宮崎大淀高を降し優勝を飾る。夏の甲子園県予選でも準々決勝に進むが、戸畑高に敗退し甲子園には届かなかった。決め球のカーブを武器に1試合平均で15奪三振、最高では23奪三振を記録。
その後、スカウトからの誘いもあって法政大学に入学。東京六大学野球リーグでは在学中に4度の優勝を経験。大学同期の山崎武昭とともに左の二本柱として活躍した。リーグ通算36試合15勝6敗、防御率1.19、138奪三振。他の同期に捕手の広瀬幸司がいる。
サウスポーから繰り出す決め球の大きく曲がるカーブと緻密なコントロールにより大学3年時から活躍、1962年春季リーグ、1963年秋季リーグの優勝に大きく貢献した。1962年は公式戦年間32試合中18試合に登板、防御率0.84という好成績をあげた。同年の全日本大学野球選手権大会でも決勝で駒大を降し優勝。第1回日米大学選手権に出場し、ミシガン大学と対戦している（戦績は2勝3敗）。法大時代に龍の2年後輩だった長池徳士は「龍さんが居なければ（1961年秋季リーグからの）連続優勝はできていなかった」と語っている。
大学3年時には、中退で読売ジャイアンツ入りと新聞報道されたこともあったが、卒業後、多数の球団がオファーがある中、1964年に東京オリオンズに入団した。

### プロ野球選手時代
入団1年目の1964年はプロの壁を越えられず、不振のまま終わる。翌1965年は主に中継ぎとして起用されるが、10月11日に初先発。西鉄ライオンズの井上善夫と投げ合い、7回2/3を4安打3失点に抑え初勝利をあげた。その後も中継ぎとして活躍、1966年7月6日には近鉄バファローズとの対戦でリリーフとして起用され、9回裏サヨナラ勝ちでプロ2勝目を記録する。しかし1967年には故障もあって登板機会が減少。翌1968年のオープン戦で練習時に打撃投手として投げ、直後の試合にも登板させられたことに不満を持ち、球団との確執が生まれ、同年限りで退団した。

### プロボウラー時代
オリオンズを退団後、グローバルリーグの東京ドラゴンズに投手兼コーチとして参加。しかしリーグは破産し、宿賃はおろか帰国する費用もなくなったことで、当時リーグに参加していた龍を含め26名は路頭に迷うことになるが、日本大使館の援助により事なきを得る。そこで龍は初めてボウリングを目にした。
龍は「野球ではなくボウリングで生計を立てられる」と思いプロボウラーになろうと決意、その日からボウリング場で働きながら毎日6時間30ゲームの猛練習を続けた。
1970年にボウリングを始め、わずか半年で応募数約7000人の中から1971年JPBA日本プロボウリング協会主催のプロ資格取得テストに合格、6試合目に初優勝を飾った。同期には西城正明が居た。1992年から日本シニアチャンピオン大会で2連覇を達成。1994年の第5回大会で準優勝。龍いわく、野球とボウリングと似ている所は「マウンドとレーンの長さが一緒」であることである。日本テレビの番組「1億人の大質問!?笑ってコラえて!」の1コーナー『日本列島ちょっと昔の旅』（2009年5月20日放送）でのインタビューで「引退は？」と聞かれた際、「ボールが前に進む限り続けたい」と答えている。
通算タイトルは17回で歴代6位。日本ボウリング史上ナンバーワンのサウスポーと云われる。2007年に心臓弁膜症と直腸癌の手術を受けてからはトーナメント戦から引退状態となり、東京都新宿区高田馬場のシチズンプラザにてボウリング教室の講師を務めていることを明かしていた。
2017年3月15日に多臓器不全のため死去。享年75。

## 詳細情報

### 年度別投手成績
| 年 度     | 球 団     | 登 板 | 先 発 | 完 投 | 完 封 | 無 四 球 | 勝 利 | 敗 戦 | セ 丨 ブ | ホ 丨 ル ド | 勝 率 | 打 者 | 投 球 回 | 被 安 打 | 被 本 塁 打 | 与 四 球 | 敬 遠 | 与 死 球 | 奪 三 振 | 暴 投 | ボ 丨 ク | 失 点 | 自 責 点 | 防 御 率 | W H I P |
| --------- | --------- | ----- | ----- | ----- | ----- | -------- | ----- | ----- | -------- | ----------- | ----- | ----- | -------- | -------- | ----------- | -------- | ----- | -------- | -------- | ----- | -------- | ----- | -------- | -------- | ------- |
| 1964      | 東京      | 10    | 0     | 0     | 0     | 0        | 0     | 0     | --       | --          | ----  | 45    | 9.1      | 14       | 2           | 3        | 0     | 1        | 5        | 0     | 0        | 8     | 8        | 8.00     | 1.82    |
| 1965      | 東京      | 29    | 1     | 0     | 0     | 0        | 1     | 2     | --       | --          | .333  | 161   | 38.1     | 30       | 3           | 21       | 3     | 1        | 29       | 1     | 0        | 15    | 13       | 3.08     | 1.33    |
| 1966      | 東京      | 25    | 0     | 0     | 0     | 0        | 1     | 0     | --       | --          | 1.000 | 108   | 24.0     | 36       | 4           | 8        | 3     | 0        | 13       | 0     | 0        | 13    | 12       | 4.50     | 1.83    |
| 1967      | 東京      | 1     | 0     | 0     | 0     | 0        | 0     | 0     | --       | --          | ----  | 7     | 1.0      | 2        | 1           | 1        | 0     | 0        | 1        | 0     | 0        | 3     | 1        | 9.00     | 3.00    |
| 1968      | 東京      | 4     | 0     | 0     | 0     | 0        | 0     | 0     | --       | --          | ----  | 11    | 2.0      | 5        | 1           | 0        | 0     | 1        | 0        | 1     | 0        | 4     | 4        | 18.00    | 2.50    |
| 通算：5年 | 通算：5年 | 69    | 1     | 0     | 0     | 0        | 2     | 2     | --       | --          | .500  | 332   | 74.2     | 87       | 11          | 33       | 6     | 3        | 48       | 2     | 0        | 43    | 38       | 4.56     | 1.61    |

### 背番号
- 14 （1964年 - 1968年）